# Gare de Sillé-le-Guillaume
Gare de Sillé-le-Guillaume vasútállomás Franciaországban, Sillé-le-Guillaume településen.

## Vasútvonalak
Az állomást az alábbi vasútvonalak érintik:
- Párizs–Brest-vasútvonal

## Kapcsolódó állomások
A vasútállomáshoz az alábbi állomások vannak a legközelebb:
- Gare de Conlie (Paris Gare Montparnasse, Párizs–Brest-vasútvonal)
- Gare de Voutré (Gare de Brest, Párizs–Brest-vasútvonal)